# Nemojov (Pelhřimov)
Nemojov (německy Nemojow) je malá vesnice, část okresního města Pelhřimov. Nachází se 5 km na jihovýchod od Pelhřimova. V roce 2009 zde bylo evidováno 30 adres. V roce 2001 zde trvale žilo 63 obyvatel.
Nemojov je také název katastrálního území o rozloze 1,92 km2.

## Další fotografie

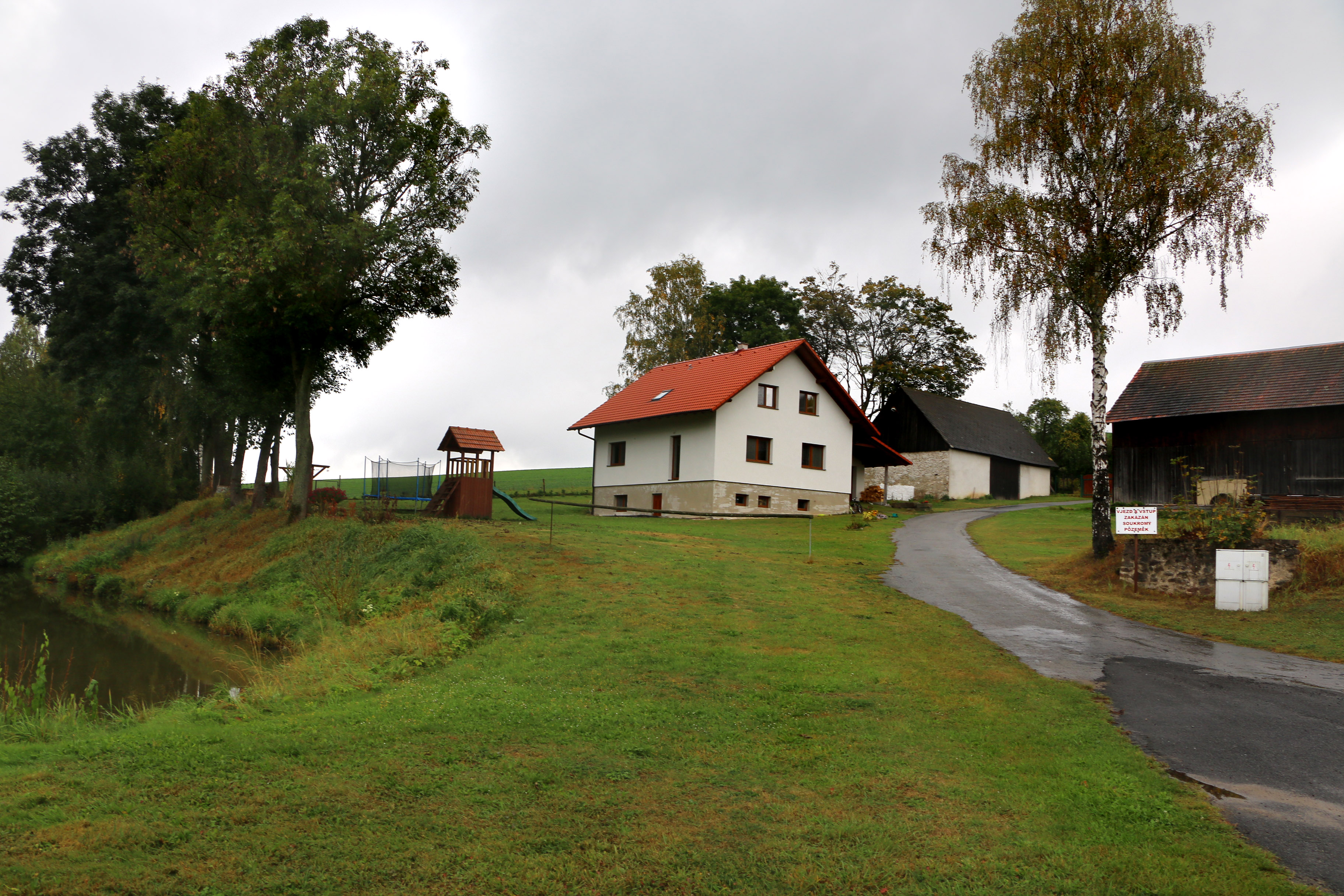
Západní část vesnice
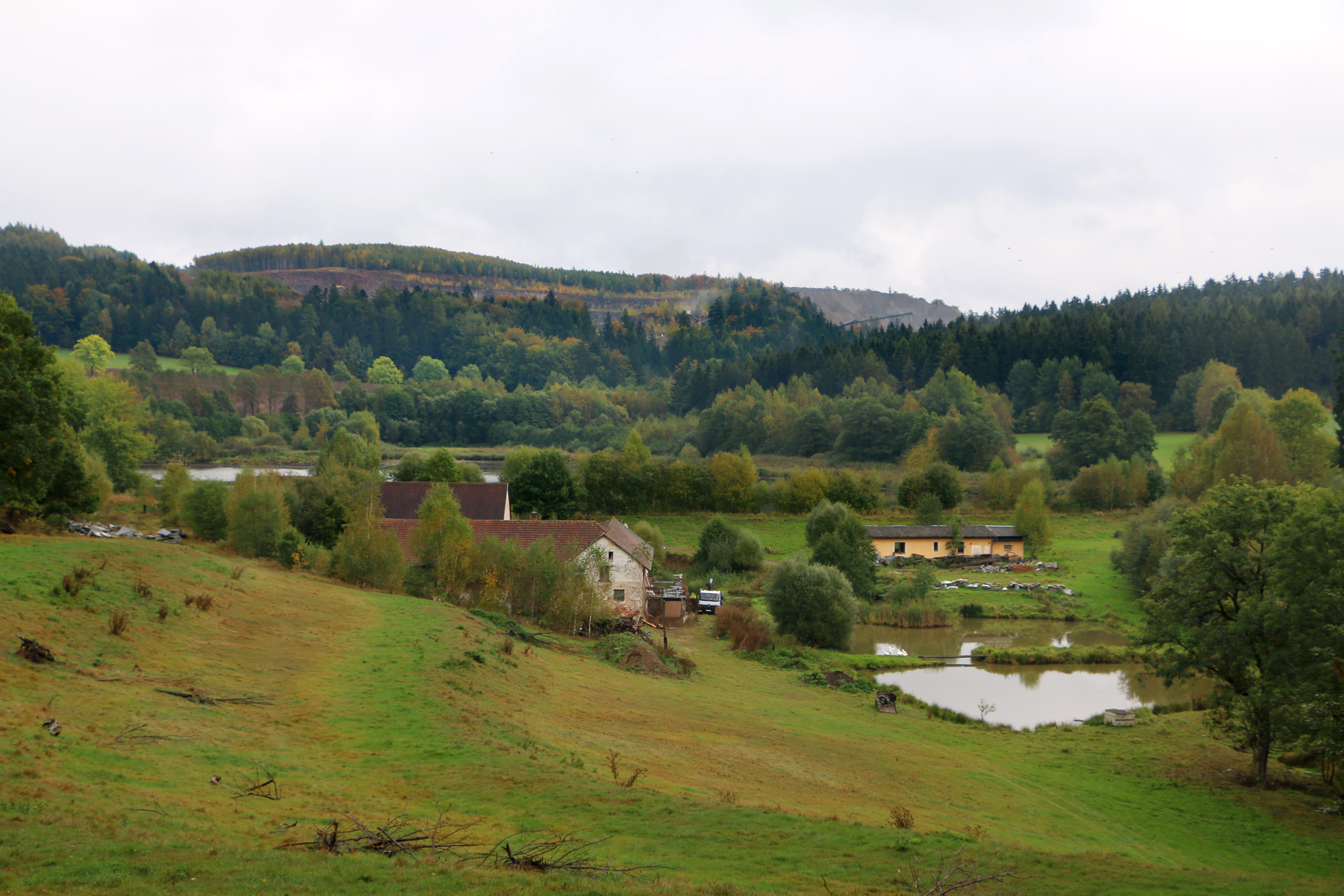
Samota západně od Nemojova, v pozadí kamenolom
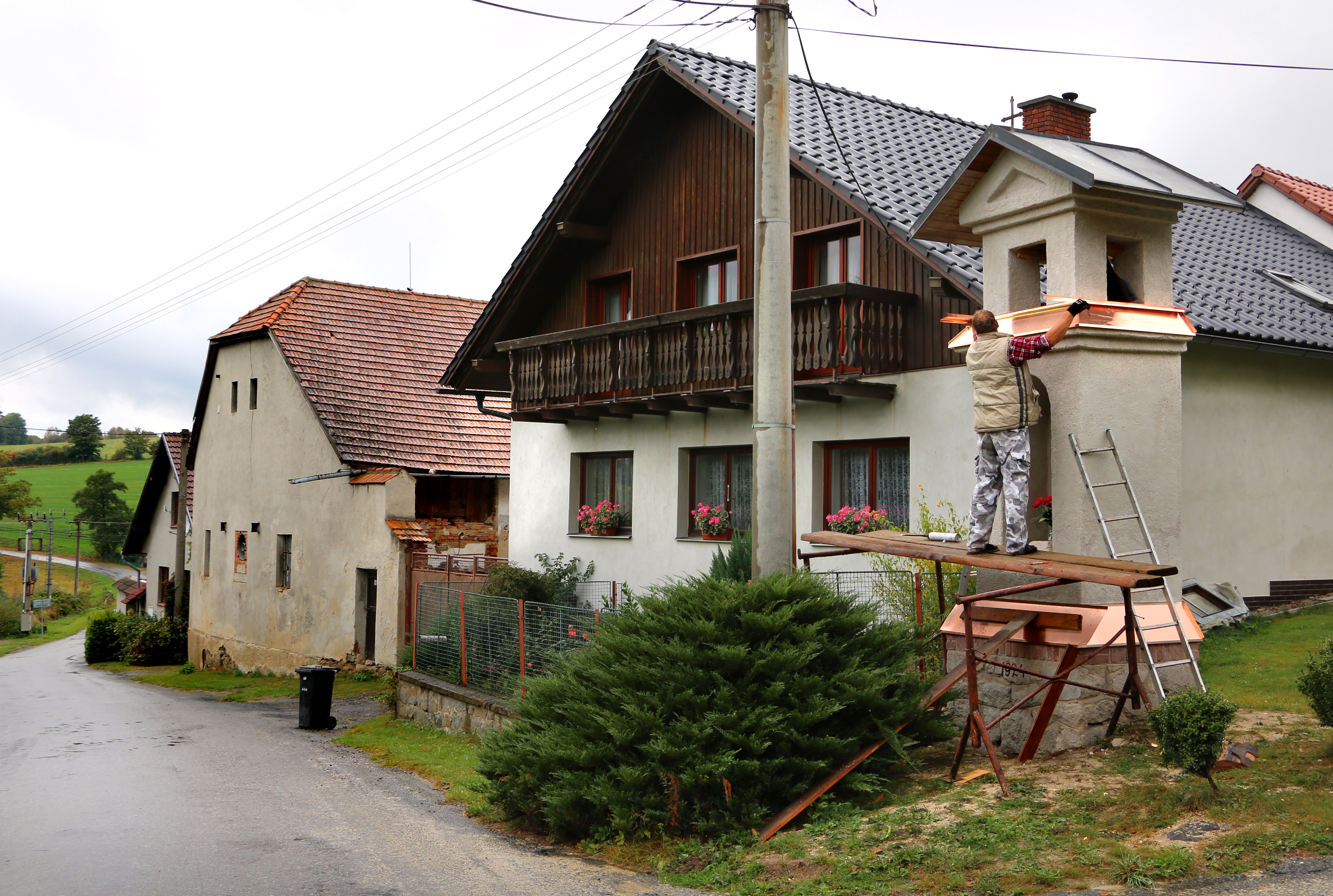
Opravovaná kaplička